# Хёйгор, Якуп
Я́куп Хёйгор (фар. Jákup Højgaard; род. 6 февраля 1994 года в Торсхавне, Фарерские острова) — фарерский футболист, вратарь клуба «ХБ».

## Клубная карьера
Якуп является воспитанником клуба «Б36» из своего родного Торсхавна. 30 апреля 2011 года он дебютировал за вторую команду «чёрно-белых», пропустив 5 голов от «Ундри» в матче второго дивизиона. Всего в своём первом сезоне на взрослом уровне вратарь провёл 12 встреч. 29 апреля 2012 года состоялся его дебют в фарерской премьер-лиге: в матче против тофтирского «Б68» Якуп заменил травмированного Майнхардта Йоэнсена на 64-й минуте и успел пропустить 1 гол за остаток игры. В сезоне-2012 вратарь также принял участие в поединке последнего тура с «Вуйчингуром», где он пропустил 1 мяч. Следующую игру за основной состав «Б36» Якуп провёл через 2 сезона, до этого он выступал преимущественно за вторую команду. 1 июня 2014 года Якуп заменил Тоурура Томсена в перерыве матча против «АБ» и пропустил 1 гол за сыгранный тайм. По итогам сезона-2014 «Б36» стал чемпионом архипелага.
В 2015 году Якуп перешёл в «ЭБ/Стреймур». Он провёл 13 матчей и пропустил 43 гола, а «чёрно-синие» по итогам сезона заняли последнее место в премьер-лиге и опустились в первый дивизион. Следующий сезон вратарь провёл во второй команде «АБ», пропустив 57 мячей в 21 встрече первой лиги. 10 сентября 2016 года Якуп открыл счёт в матче со своей бывшей командой прямым ударом от своих ворот. В 2017 году он вернулся в родной клуб «Б36» и провёл 15 встреч за его вторую команду в первом дивизионе, пропустив 41 гол. В сезоне-2018 состоялось возвращение Якупа в «ЭБ/Стреймур», где он стал вторым вратарём, провёл всего 1 матч высшей лиги и пропустил в нём 2 гола. В 2019 году вратарь провёл 10 встреч в фарерской премьер-лиге, пропустив 26 мячей.
В сезоне-2020 Якуп перебрался в столичный «ХБ». Он дебютировал за этот клуб 24 октября в матче против «АБ»: на 35-й минуте голкипер заменил травмированного Тайтура Джестссона и пропустил 3 гола за остаток встречи. По итогам сезона его клуб стал чемпионом Фарерских островов и обладателем национального кубка. Тренерский штаб остался доволен своим вторым вратарём и продлил с ним контракт до конца сезона-2021.

## Международная карьера
Якуп представлял Фарерские острова на юношеском уровне, сыграв в общей сложности в 5 матчах и пропустив 19 голов. Выступая за юношескую сборную Фарерских островов до 19 лет, вратарь «насухо» отыграл встречу со сверстниками из Сан-Марино, состоявшуюся 9 ноября 2011 года. В июне 2013 года Якуп вызывался в молодёжную сборную Фарерских островов, однако так и не сыграл за неё.

## Достижения
«Б36»
- Чемпион Фарерских островов (1): 2014

 «ХБ Торсхавн»
- Чемпион Фарерских островов (1): 2020
- Обладатель Кубка Фарерских островов (1): 2020
- Обладатель Суперкубка Фарерских островов (1): 2021